# Kučisake-onna

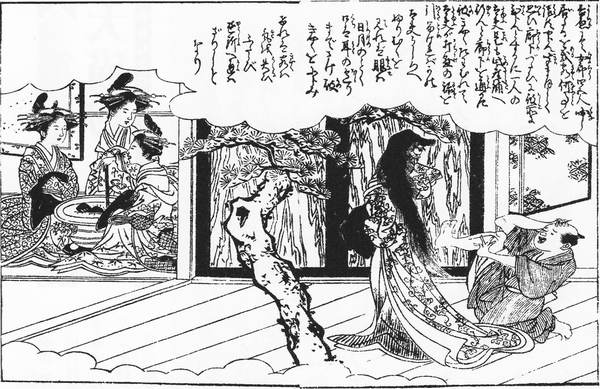
Jošiwara no Kaidžo (吉原の怪女), Kučisake-onna.

Kučisake-onna (japonsky 口裂け女, Kučisake-onna) je postava z japonských městských legend. Je ztvárněna jako žena, znetvořená žárlivým a zlým manželem, která se vrací jako zlý duch (怨霊, Onryó). Poté, co se objevily zprávy o jejím údajném výskytu v roce 1979 v okolí prefektury Nagasaki a rozšířily se po celém Japonsku, způsobila legenda paniku v mnoha městech. Existují dokonce zprávy o školách, které dovolovaly dětem jít domů jen ve skupinách za doprovodu učitelů, s hlídkami policie.

## Legenda
Podle legendy mohou děti, které chodí v noci samy venku, potkat ženu, která má na tváři chirurgickou masku. To není v Japonsku neobvyklý pohled. Lidé zde nosí chirurgickou masku, která chrání ostatní před jejich nachlazením nebo jinou nemocí. Tato maskovaná žena zastaví dítě a zeptá se: „Jsem hezká?” (v japonštině Wataši – kirei?) V případě, že dítě odpoví „ne”, je dítě zabito nůžkami, které žena nese. Pokud dítě odpoví „ano”, duch stáhne masku z obličeje, a ukáže rozříznutý obličej. Zeptá se: „A teď?” (v japonštině Kore demo?) Pokud dítě odpoví „ne”, bude rozřezáno na dva (různě velké) díly. Pokud dítě odpoví „ano”, pak duch dítěti rozřízne ústa podobně jako má Kučisake-onna. Jediná možnost jak uniknout, je neurčitá odpověď, např. Vypadáš normálně. Nejde jí utéct, protože duch se prostě znovu objeví před svou obětí.
Kučisake-onna je podle legendy duch znetvořené ženy. Legenda praví, že někdy během sedmdesátých let existoval mladý pár. Muž a žena spolu žili v zdánlivě klidném manželství, ale časem, jak už to někdy bývá, docházelo k neshodám. Muž začínal být postupně podrážděný, ke své ženě agresivní, žárlivý, rozkazovačný. Jeho násilné chování podle vyprávění došlo až tak daleko, že ženě zakazoval vycházet ven. Jednou, když měl pocit, že se směje na jiné muže, rozhodl se manželce ze žárlivosti zohavit obličej. Rozřízl jí prý ústa od ucha k uchu a žena na následky svého zranění nakonec zemřela.
Původní legenda Kučisake-Onna ovšem pochází z období Heian japonské historie, zhruba před 1200–800 lety. Krásná žena, manželka nebo milenka samuraje, byla mimořádně marnivá a podváděla svého partnera. Když objevil její zradu, rozřízl jí otevřená ústa od ucha k uchu a zeptal se jí: „Kdo si teď bude myslet, že jsi krásná?“.
Původní příběh je výzvou k věrnosti a pokoře, ale když se přízrak Kučisake-Onna začal objevovat v Japonsku v roce 1970, jeho smysl se změnil. Duch útočí na osamělé osoby, zejména děti, které cestují v noci samy.
Pověsti o zjevení ducha Kučisake-onna údajně pochází z roku 1970. Pověsti o útocích ducha Kučisake-onna se objevily v roce 1979, znovu v roce 2004 a znovu v roce 2007. Legenda ze 70. let 20. století může mít podle dostupných informací téměř pravdivé kořeny. Kučisake-Onna se údajně ukazovala v roce 1970 a v roce 1979, kdy údajně pronásledovala děti. Podle uvedené informace v roce 2007 koroner našel staré záznamy, ukazující, že v té době snad skutečně existovala žena, která pronásledovala děti. Byla však uprostřed takového pronásledování sražena a zabita autem. Měla údajně zraněná ústa tak, jak vypráví příběh a byla pravděpodobně příčinou paniky na konci 70. let.
Nejméně rozšířená novodobá verze legendy hovoří o ženě po nepodařeném pokusu o zkrášlení (plastické operaci).
Kučisake-onna je někdy zařazována mezi jedenáct nejhorších davových psychóz spolu s upalováním čarodějnic, UFO a syndromem vstřebání (mužských) genitálií do těla. Legenda svou podstatou především ukazuje na důležitost krásného obličeje v hodnotovém žebříčku, především u žen. V Japonsku není běžné, aby všechny japonské ženy v reakci na násilí, které na nich spáchal manžel nebo milenec, nebo ženy po nezdařené plastické operaci v noci procházely ulicemi a pronásledovaly a brutálně vraždily děti nůžkami.
V některých verzích legendy je uváděno, že duch Kučisake Onna může být rozptylován házením ovoce směrem k zjevení, které jej sbírá, takže zamýšlená oběť má trochu času, aby utekla.  V některých skazkách se uvádí, že ducha lze zastavit dárkem – sladkostí nebo opakovat třikrát slovo „pomáda”.
Legenda byla základem některých filmových dílů a příběhů v moderní populární kultuře.